# ددپول
ددپول (به انگلیسی: Deadpool) با نام اصلی وید وینستون ویلسون، یک شخصیت خیالی ضد قهرمان در کتاب‌های کامیک آمریکایی منتشر شده توسط مارول کامیکس است که توسط نویسنده فابیان نیکیزا و طراح راب لایفلد خلق شده‌است و برای اولین بار در شمارهٔ ۹۸ از مجموعه کمیک جهش‌یافته‌های جدید در فوریه ۱۹۹۱ حضور پیدا کرد. ددپول در ابتدا به عنوان یک شخصیت ابرشرور به تصویر کشیده شد، زمانی که برای اولین بار در جهش‌یافته‌های جدید و سپس در نسخه‌های ایکس-فورس حضور پیدا کرد، اما بعدها شخصیت او تبدیل به یک ضدقهرمان شد.
ددپول دارای قابلیت ابرانسانی زوددرمانی است که از شخصیت جهش‌یافته ولورین مشتق شده و به او اجازه بازسازی مناطق آسیب‌دیده یا از بین رفته ساختار سلولی بدن را، با سرعتی به مراتب بیشتر از یک انسان معمولی می‌دهد. همچنین او می‌تواند مانند یک ققنوس دوباره از خاکستر خود بیرون بیاید و حتی قادر به رشد مجدد اعضای حیاتی قطع شده بدنش نیز هست. همچنین او مبارز فوق‌العاده‌ای به حساب می‌آید و دارای مهارت‌هایی در زمینهٔ هنرهای رزمی بدون اسلحه است. ددپول همچنین استاد تکنیک‌های آدم‌کشی است، تیراندازی عالی و مهارت بسیار زیادی در کار با سلاح‌های سرد دارد و اغلب دو شمشیر در پشت خود حمل می‌کند. ددپول صاحب وسیله‌ای برای دورنوردی است که در مواقع خطر به آن اتکا می‌کند. او همچنین مسلط به زبان‌های ژاپنی، آلمانی و اسپانیایی در کنار زبان‌های دیگر است و به دلیل طبیعت پرحرفش، تمایل به شکستن دیوار چهارم دارد که توسط نویسندگان برای طنزآمیز شدن اثر در او استفاده می‌شود؛ او شخصیتی بسیار شوخ‌طبع دارد که خوانندگان را مجذوب شوخی‌ها و جوک‌هایش می‌کند، به‌طور مثال او از این مسئله آگاه است که یک شخصیت خیالی در کتاب‌های کامیک می‌باشد.
رایان رینولدز نقش این شخصیت را در مجموعه فیلم‌های مردان ایکس، شامل خاستگاه مردان ایکس: ولورین (۲۰۰۹)، ددپول (۲۰۱۶) و دنباله‌های آن ددپول ۲ (۲۰۱۸)، و ددپول و ولورین (۲۰۲۴) که در دنیای سینمایی مارول جریان دارد ایفا کرده‌است.

## تاریخچه انتشار
شخصیت ددپول بدست طراح/نویسنده راب لایفلد و نویسنده فابیان نیکیزا ساخته شده‌است و نخستین حضور او در شمارهٔ ۹۸ از جهش‌یافته‌های جدید، در فوریه ۱۹۹۱ بود. بر طبق گفته‌های نیکیزا، طراحی بصری و نام ددپول ایدهٔ لایفلد بود، و نیکیزا خودش گفتار تکلف‌گرایی این شخصیت را به عهده داشته‌است. بر طبق اظهارات راب لایفلد او همیشه شیفته طراحی ساده شخصیت مرد عنکبوتی بوده‌است و بدین سبب یک شخصیت با ماسک کامل بر روی سر مشابه او طراحی نمود. لایفلد یکی از طرفداران تیم ابرقهرمانی تایتان‌های نوجوان از شرکت دی‌سی کامیکس بود، شخصیت جدید خود را به نویسنده آن زمان فابیان نیکیزا نشان داد. به محض مشاهده ظاهر و لباس و با توجه به ویژگی‌های شخصیتی او (آدم‌کشی با چابکی فوق‌العاده)، نیکیزا با لایفلد تماس گرفت و به او گفت: «این دث‌استروک از تایتان‌های نوجوان است». نیکیزا به ددپول نام واقعی وید ویلسون را اختصاص داد. ددپول در اصل نقیضه‌ای از شخصیت دث‌استروک شرکت دی‌سی کامیکس است که حتی نام آن‌ها نیز به یکدیگر شباهت دارد (اِسلِید ویلسون نام واقعی دث‌استروک است). همچنین ددپول، نام مستعار وید نیز برگرفته از پنجمین فیلم هری کثیف تحت عنوان استخر مرده می‌باشد.

## زندگینامه ساختگی شخصیت
اطلاعات چندانی دربارهٔ دوران کودکی ددپول در دسترس نیست. وید ویلسون به عنوان فردی عادی در خانواده‌ای بسیار از هم گسیخته، در شهری کوچک واقع در ایالت اوهایو به دنیا آمد. مادرش در اثر ابتلا به سرطان درگذشت و پدرش نیز بدست یکی از دوستانش در حالت مستی کشته شد. او در دوران نوجوانی از خانه فرار کرد و در سراسر کشور نقل مکان می‌کرد، و در حالی که از چندین منابع مختلف آموزش‌های نظامی می‌دید، تصمیم گرفت به یک مزدور تبدیل شود. او هرگاه مشکلی در مأموریت‌ها رخ می‌داد، مدام اقدام به تغییر هویت خود می‌نمود.
اطلاعات کمی از فعالیت‌های ویلسون در نقش یک مزدور وجود دارد، در برهه‌ای از زمان او در طنجه، مراکش فعال بود که در آنجا با زنی به نام فرانسوی آشنا شد. هنگامی که رابطهٔ بین آن‌ها سرد شد، ویلسون به سراسر قاره آسیا سفر کرد و در ژاپن به استخدام یک گروه تبهکار تحت نام «باس» درآمد که مأموریت او نفوذ در زمین مسابقه کشتی ژاپنی سومو، متعلق به گروه جنایتکار رقیب، اویاکاتا بود. ویلسون به مدت سه سال زیر نظر اویاکاتا به عنوان کشتی‌گیر مشغول به کار شد و رابطه‌ای عاشقانه با دختر مربی خود، سازائه بر قرار کرد. در نهایت زمانی که باس دستور قتل اویاکاتا را صادر کرد، ویلسون از انجام این کار امتناع کرد، و به ایالات متحده نقل مکان کرد. گفته شده این اولین باری است که او این کار را انجام داده‌است.
ویلسون در آمریکا شیفتهٔ جهش‌یافته‌ای نوجوان و تن‌فروش به نام ونسا کارلیسل شد، که با او رؤیای ساختن زندگی بهتر را در سر پروراند. ویلسون متعاقباً توسط گروهی در خاورمیانه استخدام شد که هدف آن‌ها ترور یک مأمور نابینای دستگاه اطلاعاتی بریتانیا، به نام اَلثیا بود، که تحت عنوان بلایند آل شناخته می‌شد. اما پس از ورود به پایگاه که وی در آن مستقر بود، همه را به قتل رساند به غیر از آل که از آنجا فرار کرده بود. کارفرماهای ویلسون به دنبال انتقام از این شکست او، ونسا را هدف قرار دادند، اما ونسا توسط زویی کولدن، یکی از کارمندان و مأموران شرکت هلدینگ لانداو، لاکمن و لیک یا تریپل اِل، نجات پیدا کرد. کولدن حتی ویلسون را نیز تحت مراقب خود قرار داد و معتقد بود سرنوشت او نقش مهمی در برابر تهدید بالقوه علیه جهان ایفا خواهد کرد. در این بین ویلسون که با خبر شد به سرطان مبتلا شده‌است، ترجیح داد از دوست‌دخترش ونسا جدا شود تا اینکه او را مجبور به ماندن با یک فرد دچار بیماری لاعلاج کند. او حتی شیمی‌درمانی خود را کنار گذاشت و دیگر مایل به ادامه زندگی نبود.

### اسلحه-اکس
وید که دچار یک تومور مغزی غیرقابل علاج می‌شود، برای درمان و نجات زندگی خویش تن به درمان یک کارگاه مخفی در کانادا می‌دهد. ویلسون تبدیل به تست آزمایشی در واحدی از شعبه‌های آمریکایی/کانادایی پروژه تقویت ابرانسانی، برنامه اسلحه-اکس شد؛ و سرطان او به‌طور موقت توسط درون‌کاشت عامل زوددرمانی متوقف شد، که از یکی دیگر از نمایندگان واحد «کِی»، جهش‌یافته‌ای ماجراجو به نام ولورین مشتق شده بود. پس از درمان‌ها و آزمایش‌های این کارگاه، وید دچار جهش ژنتیکی می‌شود و جهش او توانایی خود درمانی سریع را می‌دهد، اما پوست او از بین می‌رود و صورتش بسیار زشت می‌شود. سپس ویلسون در یک یگان مخفی در کنار اعضای دیگر اسلحه-اکس شامل اسلاگو آسیب‌ناپذیر، گریسون کین سایبورگ، و اِسلِی‌بک به فعالیت پرداخت. ونسا نیز بعدها پس از به نمایش گذاشتن توانایی‌های دگرپیکری جهش‌یافته خود تحت نام مستعار کاپی‌کت به این تیم ملحق شد.
در طی یکی از مأموریت‌ها، ویلسون همکار خود اِسلِی‌بک را به قتل رساند. در نتیجه او از پروژه اسلحه-اکس طرد شد و به بیمارستانی فرستاده شد که گفته می‌شد یک مرکز دولتی است که در آنجا ابرانسان‌های شکست خورده تحت درمان قرار می‌گرفتند. با این حال، این مسئله حتی برای دولت کانادا نیز به مانند معمایی می‌ماند که بیماران این بیمارستان نقش موضوع آزمایش را برای دکتر امریس کیلبرو و دستیار سادومازوخیسم او به نام آژاکس (فرانسیس فریمن) ایفا می‌کردند. فریمن با قرار دادن بیماران در جایگاهی به نام «ددپول» بر روی آن‌ها شرط می‌بست که چه مدت زمانی قادر به زنده ماندن خواهند بود. کیلبرو تنها به منظور خشنودی خود، ویلسون را تحت آزمایش‌های مختلف زجرآوری قرار داد. در این زمان بود که ویلسون رابطه‌ای عاشقانه با یک نهاد کیهانی تحت عنوان دث / مرگ بر قرار کرد که از او به عنوان روح‌القدس یاد می‌کرد. ویلسون برای پیوستن به مرگ مکرراً شروع به کشتن خود نمود تا جایی که به طعنه زنی به آژاکس با به زبان آوردن و تکرار نام کوچک او (فرانسیس) رو آورد. آژاکس که طاقتش از سرزنش‌های ویلسون به سر آمده بود، از کرم لوبوتومی استفاده کرد، نزدیکترین چیزی که ویلسون با یک دوست داشت. با تشویق دث، ویلسون یکی از دوستانش را که به‌طور اتفاقی در آنجا حضور داشت و مورد آزمایش قرار می‌گرفت از بین برد و به رنج خود پایان داد. اما بر اساس قوانین وضع شده توسط کیلبرو، هر بیماری که بیمار دیگر را بکشد، اعدام خواهد شد. آژاکس متعاقباً قلب ویلسون را از بدنش بیرون کشید و او را در حال جان دادن ترک کرد. اما ویلسون تا حدی تشنه انتقام بود که توانایی زوددرمانی شروع به فعالیت کرد و قلب او را بازسازی نمود، هرچند در درمان بدنِ ترسیده و ناتوان او عاجز ماند. سپس ویلسون از اتاق خارج شد و به نگهبانان حمله‌ور شد تا راه خود را به سوی آژاکس باز کند. ویلسون توسط دو تفنگ اتوماتیک به قفسه سینه او شلیک کرد و او را برای مردن رها کرد. او سپس نام ددپول را برای خود برگزید و همراه با دیگر بیماران بستری شده از آنجا فرار کرد.

### مزدور
ددپول پس از فرار برای مدت زمانی به عنوان یک نیروی ویژه در کنار شخصیت جنایتکاری به نام کله‌چکشی مشغول به کار شد. چیزی طول نکشید که او به فعالیت‌های مزدورانه خود بازگشت و با توجه به هویت جدیدش، لباسی جدید به تن کرد. او حتی برخی مواقع در دوران مزدوری خود به عنوان فردی آدمکش به استخدام ویلسون فیسک/کینگ‌پین، یکی از ارباب‌های جنایتکار مارول درآمد. در حین این زمان، ویزارد، مؤسس و رهبر تیم چهار وحشتناک به منظور تست، اعضایی متشکل از خودش، ددپول، تسک‌مستر و کانستریکتور را گرد هم آورد. او همچنین زمانی که نقش یک جاسوس را برای دولت کانادا ایفا می‌کرد، با ولورین برخورد کرد. پس از گذشت مدت زمانی ددپول با بلایند آل مواجه شد و او را در خانه‌اش زندانی کرد. آل می‌دانست که اقدام به فرار از آنجا، تنها به کشته شدن افرادی که خواهان کمک به او هستند می‌انجامد، در نتیجه چاره‌ای نداشت جز اینکه از فرار دست کشد و در اسارت باقی بماند.
پس از به شهرت رسیدن و اثبات خود به عنوان یک مزدور حرفه‌ای و تقریباً یک شبه ابرقهرمان، ددپول به خدمت فردی تروریست تحت نام تالیور (جنسیس) درآمد. هدف او از بین بردن سرباز جهش‌یافته‌ای از آینده و جنگجویی آزادی‌خواه به نام کیبل (که در واقع پدر تالیور به‌شمار می‌رفت) بود. ددپول متوجه شد معشوقهٔ سابق‌اش ونسا کارلیسل، جهش‌یافته‌ای با توانایی دگرپیکری با نام مستعار کاپی‌کت، خود را در نقاب دومینو به عنوان دوست‌دختر و هم تیمی کیبل نشان می‌دهد (او به عنوان یک جاسوس مأموریت داشت تمام تیم اکس-فورسِ کیبل را از هم بپاشد؛ مأموریتی که توسط شخص تالیور تصویب شده بود). با این حال، ددپول به دست کیبل و تیم ضربت جهش‌یافته‌اش تحت عنوان جهش‌یافته‌های جدید (متشکل از جهش‌یافته‌های جوان در حال آموزش)، شکست خورد. کیبل و اکس-فورس، و همچنین دومینو جعلی، ددپول را نزد تالیور اعزام کردند. هنگامی که کیبل اقدام به سازماندهی مجدد تیم جهش‌یافته‌های جدید به اکس-فورس کرد، به نظر می‌رسد تالیور در طی نبرد با آن‌ها کشته شد، و کیبل تشکیل تیم جستجو متشکل از مزدوران تحت فرمانش با هدف یافتن فناوری پیشرفته خود داد که پیشتر رها کرده بود. مشارکت ددپول در جستجو توسط مداخله شگفت‌آور شخصیت اِسلِی‌بک متوقف شد. اِسلِی‌بک پس از اینکه توسط ددپول کشته شد، خود را به صورت سایبرنتیک بازسازی کرده بود و حالا برای انتقام بازگشته است. در جریان این نبرد ونسا به شدت مجروح شد و ددپول بخشی از توانایی زوددرمانی خود را برای نجات زندگی او فدا کرد.
سپس ددپول به یکی از اعضای اصلی تیم اکس-فورس به نام تریسا مِیو کَسیدی (با نام مستعار سایرن) در مقابل جاگرنات و عمویش بلک تام کسیدی کمک کرد، که کیلبرو را مجبور به خدمت به آن‌ها کرده بود. در این میان ددپول وابستگی شدیدی به تریسا پیدا کرد، تا حدی که او نیز به احساسات ددپول پاسخ داد. اگرچه بانشی به سایرن هشدار داد که ددپول فردی دیوانه و قاتل است، اما با این وجود و حتی با دانستن گذشته و ظاهر وحشتناکش، تریسا گرفتار عشق او شده بود. تریسا در برخی از مأموریت‌ها ددپول را همراهی می‌کرد، به‌طور مثال زمانی که ددپول احساس کرد به منظور درمان مشکلات مرتبط با توانایی زوددرمانی، نیاز به مقداری از نمونه خون شخصیت هالک دارد.
وید برای مدت زمانی طولانی با بلایند آل زندگی کرد. او همچنین به‌طور مختصر با شخصیت‌های کانستریکتور و تیتانیا هم‌اتاقی شد، هرچند این وضعیت چیزی به طول نینجامید. در طی این وضعیت زندگی اسفناک، کانستریکتور متقاعد شد که تیتانیا در اصل یک مرد است، و به نظر می‌رسید که حق با اوست (البته نه در مورد جنسیت او) و تیتانیا در واقع آن کسی نبود که در ظاهر نشان می‌داد؛ در نهایت مشخص شد تیتانیا در واقع جهش‌یافته‌ای با توانایی دگرپیکری و معشوقهٔ سابق ددپول، کاپی‌کت است.
اتحادیه جنسیس، ددپول را برای گرفتن سمور نقره‌ای استخدام کرد، مأموریتی که همچنین او را به مبارزه علیه شخصیت دردویل راند، که در آن زمان دیگر با هویت واقعی‌اش شناخته نمی‌شد. نبرد آن‌ها به فاضلاب کشیده شد، جایی که او متقاعد شد تا اطلاعات مربوط به ماموریتش را با هدف افزایش حق کمیسیون خود به سه برابر در اختیار او قرار دهد. پس از آن، وید با وجود اینکه از کار خود مطمئن نبود به جستجوی کاپی‌کت پرداخت، اما با خبر شد که او با گریسون کین ملاقات می‌کند. ددپول با کین و ولورین، که توسط دوستی مشترک برای بررسی کین فرستاده شده بود به مبارزه پرداخت. او سپس توسط کارگزاران اطلاعات به منظور درمان ویروس میراث ربوده شد، اما به دست ولورین و جهش‌یافته‌ای مزدور به نام ماوریک نجات پیدا کرد.

### سپاه ددپول
ددپول توسط یک نهاد کیهانی تحت نام کانتِمپِلِیتِر (فیلسوف و یکی از اعضای بزرگان جهان) برای نجات مولتیورس استخدام شد. برای انجام این کار او می‌بایست تیمی متشکل از نسخه‌های جایگزین ددپول را جمع‌آوری می‌کرد. او سلسله جهان‌های متفاوتی را بازدید کرد که نسخه‌های جایگزینش به‌طور قابل توجهی از او متمایز بودند، و در طول مسیر لیدی ددپول، کیدپول، داگ‌پول، و هدپول را برای لیست اعضای خود انتخاب کرد. زمانی که تیم گرد هم آمدند، او نقشهٔ خود را برای نجات مولتیورس با آن‌ها در میان گذاشت.

## نسخه‌های جایگزین
زامبی ددپول یا هدپول، نسخه‌ای از شخصیت ددپول از زمین-۲۱۴۹ است که در نهایت از زمین-۶۱۶ سر درآورد. او در حال حاضر تنها دارای یک سر، و فاقد بدن است و یکی از اعضای سپاه ددپول محسوب می‌شود. در زامبی‌ورس، ددپول همراه با بسیاری دیگر از ابرقهرمان‌ها (توسط ویروس زامبی) تبدیل به زامبی شد و همراه با زامبی‌های دیگر به موج‌سوار نقره‌ای حمله کردند. سپس زامبی ددپول برای گسترش این ویروس به دنیاهای دیگر انتخاب شد و به زمین-۶۱۶ فرستاده شد.
ددپول دیدگاه‌های نسل هزاره توسط سباستین شاو برای از بین بردن مردان ایکس استخدام شد. شاو از انتخاب ددپول برای از بین بردن تمام جهش‌یافته‌ها خشنود بود.
ددپول دوران طلایی نسخه‌ای از ددپول به نام فردریک ویلسون، برادر زاده توماس وودرو ویلسون، بیست و هشتمین رئیس‌جمهور ایالات متحده بود. فردی بواسطهٔ عمویش داوطلب حضور در جنگ جهانی اول شد. فردی برای فرار از خدمت سربازی به قدری سیگار کشید و تظاهر کرد که به گاز خردل مسموم شده‌است. اما نقشه‌اش با شکست مواجه شد و ریه‌هایش به شدت آسیب دیدند.
سرگرد وید ویلسون، در این جهان، کانادا، ایالات متحده و مکزیک تبدیل به یک تک نهاد تحت عنوان ایالات متحده آمریکای شمالی شدند. در این جهان ددپول یکی از مأموران شیلد و در ارتش به سر می‌برد و به درجه نظامی «سرگرد» دست یافته‌است.
لیدی ددپول با نام اصلی واندا ویلسون، نسخه مؤنث و مرگبار شخصیت ددپول از واقعیت جایگزین در زمین-۳۰۱۰ است. در این جهان به نظر می‌رسید کاپیتان آمریکا با اقدامات ثبت انسان‌های ابرانسانی (یا انحرافاتی مشابه) همراه شده بود و هرگز ترور نشد. لیدی ددپول و ددپول ۶۱۶ برای مبارزه با این نسخه از کاپیتان آمریکا تیمی را تشکیل دادند که در نهایت سبب قطع شدن دست راست کاپیتان شد که توسط زامبی ددپول خورده شد.
کید پول نسخه‌ای بچه از شخصیت ددپول است که به عنوان یک پسر با استعداد در مدرسهٔ جهش‌یافته‌ها اگزاویه حضور دارد. او به سبب خصوصیاتی اخلاقی که داشت، به عنوان منفورترین دانش‌آموز در مدرسه شناخته می‌شد.
جهان ۵ رونین این نسخه از ددپول به نام واتاری فردی بی‌خانمان بود که بسیاری او را نادان فرض می‌کردند. او سرگردان بود و بیشتر زمان خود را به نوشیدن مشروبات الکلی صرف می‌کرد. جدا از ظاهری که داشت، او زمانی یک سامورایی نجیب‌زاده بود که پس از قتل و عامی که صورت گرفت برای مردن رها شد.
گوئن‌پول، آمالگام ددپول و گوئن استیسی است.

## توانایی‌ها و قدرت‌ها
توانایی اصلی ددپول عامل زوددرمانی است که توسط نویسندگان گوناگون و با بازدهی در سطوح مختلف به تصویر کشیده شده‌است. او این توانایی را به شکل مصنوعی در طی پروژه ژنتیکی اسلحه-اکس از شخصیت جهش‌یافته ولورین دریافت کرد که به او اجازه بازسازی مناطق آسیب‌دیده یا از بین رفته ساختار سلولی او را با سرعتی به مراتب بیشتر از یک انسان معمولی می‌دهد. او قادر به ترمیم صدماتی از قبیل: بریدگی، ترومای نافذ، زخم گلوله و سوختگی شدید در کسری از ثانیه است. این توانایی همچنین او را در مقابل عوامل بیماری‌زا، عفونت، سموم و زهرابه ایمن نموده‌است. عامل زوددرمانی ددپول حتی به‌طور قابل توجهی قویتر از ولورین است و او قادر به رشد مجدد دست و پا و اندام بدن است، به‌طور مثال او چندین بار با اصابت تیغه‌ای در مغزش جان سالم بدر برده‌است. سر یا هر اندام دیگر او در اثر بریده شدن می‌تواند با استفاده از این توانایی یکبار دیگر به بدن متصل شوند، اما حتماً باید در جای مناسب خود قرار داده شود. زوددرمانی همچنین باعث کاهش روند پیری و طول عمر او می‌شود. طول عمر او به درجه‌ای افزایش یافته‌است که یک نسخه از واقعیت متناوب او با عنوان ددپول در ۸۰۰ سال آینده هنوز زنده و در حال کسب‌وکار است. ددپول به گونه‌ای جاودانه است، اگرچه او چندین بار جان خود را از دست داده‌است. او حتی رابطه‌ای با تجسم شخصیت دث بر قرار کرده‌است و در نتیجهٔ این کار شخصیت تانوس اظهار داشت، «ددپول بهتر است خود را فردی نفرین شدهٔ زندگی در نظر بگیرد».
ددپول رزمی‌کاری فوق‌العاده ماهر محسوب می‌شود و همچنین استاد تکنیک‌های چندین مبارزه فاقد سلاح است. او با چندین شخصیت بسیار ماهر در این زمینه از جمله ولورین و تَسک‌مستر مبارزه کرده‌است و حتی قادر به شکست آن‌ها در مبارزه تن‌به‌تن شده‌است. او فردی غیرقابل پیش‌بینی است و در زمینه هنرهای رزمی یکی از برترین رزمی‌کاران دنیای مارول به‌شمار می‌رود. ددپول استاد شیوه‌های آدمکشی، روش‌های نفوذ و جاسوسی، عملیات مخفی، تیراندازی ماهر و بسیاری از سلاح‌های سرد به ویژه شمشیر است. در طی سال‌ها، او همچنین دارای چندین دستگاه شخصی شده‌است که به او اجازهٔ دورنوردی می‌دهند. ددپول همچنین از قدرت بالا، هرچند نه خیلی غیرطبیعی برخوردار است، و دستگاه ماهیچه‌ای بدن او سموم خستگی کمتری نسبت به یک انسان معمولی تولید می‌کنند و در نتیجه استقامت بالایی را برایش فراهم می‌سازند.
ددپول توانایی چندزبانگی دارد و جدا از زبان مادری، مسلط به زبان‌های بسیاری شامل: ژاپنی، آلمانی، اسپانیایی، روسی، زبان اشاره آمریکایی، اردو و پشتو است.

### گرایش جنسی
در دسامبر ۲۰۱۳، نویسنده گری داگن از طریق توئیتر تأیید کرد که ددپول دارای گرایش جنسی همه‌جنس‌گرایی است. زمانی که دربارهٔ میل جنسی ددپول پرسش شد، فابیان نیکیزا یکی از خالقان این شخصیت اظهار داشت، «ددپول همان تمایل جنسی را داراست که در لحظه مغزش به او می‌گوید». و پس از گذشت آن لحظه نیکیزا همچنین بیان داشت:
قصد منصرف کردن ندارم، اما خوانندگان همیشه خواستار این هستند که شخصیت را از آن خود کنند، و این محرومیتی است که یک شخصیت می‌تواند چه معنایی برای دیگر طرفداران داشته باشد. من سال‌هاست که با سوالات جنسیتی ددپول دست و پنجه نرم می‌کنم. این مسئله دیگر کمی خسته‌کننده شده‌است. او دارای هیچ و کلیه تمایلات جنسی است. او به شما و هر کس دیگری تعلق دارد. پس این موضوعی تحقیرآمیز نیست، بلکه مفهومی فراگیر است.

## در رسانه‌ها
ددپول چندین حضور تک‌جلوه و فاقد صدا در انیمیشن تلویزیونی مردان ایکس داشته‌است.
نقش شخصیت ددپول را بازیگر کانادایی رایان رینولدز در فیلم خاستگاه مردان ایکس: ولورین (۲۰۰۹) بازی کرده‌است و قابل به ذکر است که در این فیلم به شخصیت ددپول به درستی پرداخته نشد و موجب نارضایتی هواداران ددپول شد که پس از آن مارول این شخصیت را بازراه‌اندازی کرده و فیلم‌های اختصاصی ددپول (۲۰۱۶)، و دنباله‌های آن ددپول ۲ (۲۰۱۸)، ددپول ۳ (۲۰۲۴) را بار دیگر با ایفای نقش رایان رینولدز منتشر کرد.

### بازی‌های ویدئویی
- وید ویلسون در بازی ویدئویی اقتباس یافته خاستگاه مردان ایکس: ولورین (۲۰۰۹) با صداپیشگی استیون بلوم حضور دارد.
- ددپول یک شخصیت قابل کنترل در بازی ویدئویی ام‌ام‌اوآرپی‌جی قهرمانان مارول (۲۰۱۳)، با صداپیشگی نولان نورث است.
- ددپول به عنوان شخصیت قابل کنترل در بازی جوخه آنلاین ابرقهرمانان مارول، با صداپیشگی تام کنی حضور دارد.
- ددپول یک شخصیت قابل کنترل در بازی لگو قهرمانان مارول (۲۰۱۳)، با صداپیشگی نولان نورث است.
- لباس شخصیت ددپول به شکل محتوای قابل دانلود در بازی ویدئویی بزرگ‌سیاره کوچک در دسترس است.
- لباس شخصیت ددپول در بازی فورتنایت به عنوان اسکین مخفی در دسترس است.